# Мирабо, Оноре Габриель Рикети
Оноре Габриэль Рикети, граф де Мирабо (фр. Honoré-Gabriel Riqueti de Mirabeau; 9 марта 1749[…], Ле-Биньон-Мирабо, Орлеане, Королевство Франция — 2 апреля 1791[…], Париж, Сена, Королевство Франция) — деятель Великой Французской революции, один из самых знаменитых ораторов и политических деятелей Франции, франкмасон. Сын известного французского экономиста и философа — Виктора Рикети де Мирабо. Брат Андре де Мирабо.

## Биография
Мирабо родился с искривлённой ногой и в 3-летнем возрасте чуть не умер от оспы, которая оставила глубокие следы на его лице; безобразие его искупалось, однако, красивыми, блестящими глазами и необыкновенной подвижностью и выразительностью лица. Порывистый, своевольный характер Мирабо соединялся в нём с жаждой знания, быстротой соображения и упорством в труде, приводившими в восторг его преподавателей. Непокорный нрав Мирабо приводил к столкновениям между ним и отцом, который с ранних лет возненавидел сына и всячески преследовал его. «Это — чудовище в физическом и нравственном отношении, — писал он о десятилетнем мальчике, — все пороки соединяются в нём».

### Юность
Для обуздания сына отец поместил его в военную школу, под именем Пьера Бюффье, которое сначала он носил и в полку. Множество сделанных им долгов и известия о его беспорядочной жизни и многочисленных связях с женщинами возбуждают негодование его отца, который добывает королевский указ об аресте без суда и следствия и запирает Мирабо в замке Рэ. Этот первый шаг положил начало продолжительной борьбе между отцом и сыном, беспрестанно заключаемым то в одну тюрьму, то в другую.
Посланный на Корсику со своим полком, Мирабо возвращается оттуда в чинe капитана драгун. В те немногие часы, которые оставались у него свободными от службы и развлечений, Мирабо написал «Историю Корсики» (фр. Histoire de la Corse), которую его отец уничтожил как несогласную с его собственными философскими и экономическими взглядами. Заметив в сыне большую умственную силу, отец старается привлечь его на сторону своих экономических теорий, призывает его к себе, поручает ему управление своими поместьями и разрешает ему вновь принять имя Мирабо.

Фамильный герб Мирабо

### Молодость
В 1772 году Мирабо знакомится с богатой наследницей Эмилией Мариньян и женится на ней. Брак оказывается несчастным. Мирабо прожигает в короткое время значительную часть состояния жены, делает долгов на 120 000 франков и в 1774 году, по требованию отца, ссылается на жительство в маленький город Манок, где пишет первое своё обширное печатное сочинение: «Очерк о деспотизме» (фр. Essai sur le despotisme), заключающее в себе смелые взгляды на управление, постоянную армию и т. д. и доказывающее обширные исторические познания автора. Узнав об оскорблении, нанесённом его сестре, госпоже де Кабри, Мирабо без разрешения уезжает из места ссылки и вызывает оскорбителя на дуэль, но вновь, по просьбе отца, посылается в заточение в замок Иф. Здесь он соблазняет жену начальника, и его переводят (1775) в замок Жу, где он имеет полную возможность посещать общество соседнего городка Понтарлье.
Встреча с Софией, женой старого маркиза де Моннье, оказывает громадное влияние на всю его последующую жизнь. Со времени заключения Мирабо в замок Иф жена оставила его, отказалась следовать за ним и отвечала молчанием на все его просьбы о примирении. Отец упорно отказывался освободить его.
Покинутый всеми, Мирабо отдался всецело своей страсти к Софии и убедил её бежать вслед за ним в Швейцарию; затем они переехали в Голландию, где Мирабо зарабатывал средства к жизни статьями и переводами с английского и немецкого. Между прочим, он написал Avis aux Hessois («Советы гессенцам») — горячий протест против тирании, вызванный продажей гессенцев англичанам для войны с Америкой. Французская полиция, преследовавшая Софию де Моннье по обвинению, возбуждённому против неё мужем, захватила, по поручению отца, и засадила Мирабо в Венсеннскую тюрьму; парламент, по жалобе де Моннье, присудил Мирабо к смертной казни за похищение, хотя София добровольно последовала за ним.
В тюрьме Мирабо просидел три с половиной года. Первое время ему не давали бумаги и чернил, но мало-помалу он сумел, как всегда, расположить в свою пользу начальство, и его положение улучшилось: ему дано было право писать письма к Софии (заключённой в монастырь), под условием, что письма эти будут просматриваться полицией. Письма эти (изданы в 1793 году) не предназначались для публики, писались изо дня в день; они отличаются искренним красноречием, полны жизни, страсти и оригинальности. Мирабо написал за это время много других сочинений, из которых одни, например «L’Erotica Biblion» и роман «Моё обращение» (фр. Ma Conversion), носят следы его прежней бурной жизни, а другие, например «Des lettres de cachet et des prisons d'état» («»Письма с печатью" и государственные тюрьмы"), являются обдуманными произведениями, выказывающими большую зрелость политической мысли.

### Зрелые годы
Только на тридцатом году жизни Мирабо очутился на свободе. Ему пришлось прежде всего хлопотать о кассации смертного приговора, всё ещё тяготевшего над ним; он одержал блистательную победу и даже сумел сложить на Моннье все судебные издержки. Затем он вынужден был выступить в защиту своих прав против жены, требовавшей разлучения. Множество красноречивых мемуаров и речей Мирабо, опубликование им переписки жены, а ею — писем Мирабо-отца, придали громкую огласку этому делу, которое решено было против Мирабо (1783). Позже, со свойственным ему пылом, Мирабо принял участие в процессе между его матерью и отцом перед парижским парламентом и так резко напал на существующий строй, что вынужден был уехать из Франции в Брюссель.
Ещё в Париже он познакомился с госпожой де Нера, которая вскоре заставила его забыть Софию: она была способна оценить его деятельность, понимать его идеи и стремления и оказать ему поддержку в трудные минуты жизни. Мирабо всей душой привязался к ней. Вместе с ними жил внебрачный сын Мирабо от госпожи Монтиньи, Люка де Монтиньи. После краткого возвращения в Париж, в 1784 году они переехали в Лондон, где Мирабо был введён в лучшее литературное и политическое общество.
В 1785 году Мирабо вернулся в Париж и в начале 1786 года был послан в Пруссию с тайным поручением составить отчёт о впечатлении, произведённом в Германии смертью Фридриха Великого, прозондировать его молодого преемника и подготовить почву для займа. Мирабо блистательно исполнил поручение и отправил министру Калонну 66 писем, изданных в 1789 году под заглавием «Histoire secrète de Berlin ou correspondance d’un voyageur français depuis le mois de juillet 1786 jusqu’au 19 janvier 1787» («Секретная история Берлина, или переписка французского путешественника с июля 1786 по 19 января 1787 года») и заключающих в себе много интересных наблюдений, сатирических портретов и остроумных выводов. Королю Фридриху-Вильгельму II Мирабо написал письмо, где подавал ему советы относительно необходимых реформ и увещевал отменить все законы Фридриха II, стеснительные для свободы. Письмо это было оставлено без ответа. Вернувшись во Францию, Мирабо издал брошюру: «Dénonciation de l’agiotage au roi et aux notables», в которой горячо нападал на Калонна и Неккера, вследствие чего не только не был избран в собрание нотаблей, но и принуждён удалиться в Тонгр. Затем он выпускает «Письма об управлении г-на Неккера» (фр. Lettres sur l’administration de M. Necker), «Suite de la dénonciation de l’agiotage» (продолжение его предыдущей работы «Dénonciation de l’agiotage au Roi et à l’assemblée des notables» — «Изобличение махинаций перед королём и собранием представителей», 1787), а также «Обращение к батавам» (фр. Adresse aux Bataves, апрель 1788), где излагаются начала, послужившие основой для Декларации прав, а также «Наблюдения о тюрьме Бисетр и об эффектах строгости наказаний» (фр. Observations sur la prison de Bicêtre et sur les effets de la sévéritè des peines).
Везде, куда бы его ни закидывала судьба, Мирабо изучает государственное устройство и народную жизнь; по отношению к Пруссии результатом этого изучения явилось обширное исследование «La monarchie prussienne». Особенно по душе приходилась Мирабо Англия. Созыв Генеральных штатов открывает для Мирабо обширную арену, достойную его гения. Он отправляется в Прованс и принимает участие в первом собрании дворян своего округа; но собрание решает допустить к участию в нём только дворян, обладающих поместьями, и этим самым устраняет Мирабо, который обращается тогда к третьему сословию. Его резкие нападки на привилегированное сословие доставили ему в Провансе неимоверную популярность: дни, предшествовавшие его избранию (в Марселе), представляли для него одно непрерывное торжество: народ боготворил его и беспрекословно ему повиновался. Мирабо оставался до конца жизни убеждённым монархистом. Правительство, по его мнению, необходимо для того, чтобы население могло спокойно и в безопасности производить свою ежедневную работу — а это может быть достигнуто только в том случае, если правительство сильно; сильным оно может быть только тогда, когда соответствует желаниям большинства народа — а такого соответствия не существует между политической системой Людовика XIV и французским народом. Отсюда вывод — преобразование системы. Но где же можно искать лучшего примера для преобразования, как не в Англии? И вот Мирабо ратует за снятие ответственности с короля, за ответственность министерства и за назначение министров из среды депутатов. Тотчас по прибытии в Версаль Мирабо основывает «Газету Генеральных штатов» (фр. Journal des Etats généraux), при содействии публицистов, и раньше помогавших ему в его работах — Дювероре, Клавьера и др. Совет министров, за крайне резкую выходку против Неккера, запрещает газету. Мирабо выпускает её под новым заглавием: сначала «Lettres à mes commettants», a потом «Courrier de Provence».

## Политическая деятельность в эпоху Великой французской революции
В первые дни сессии Генеральных штатов он несколько раз принимает участие в прениях о совместной или отдельной поверке выборов, о названии, которое должно быть дано собранию, и т. д. После королевского заседания 23 июня 1789 года Мирабо, в ответ на приглашение церемониймейстера маркиза Дрё-Брезе очистить зал, произнёс краткую, но громовую речь, убедившую собрание продолжать свои занятия и декретировать неприкосновенность своих членов. С этих пор влияние великого оратора на собрание растёт, вместе с его популярностью.
8 июля Мирабо предлагает составить адрес королю с требованием удалить иностранные войска, угрожавшие Парижу и Версалю, и создать Национальную гвардию. Палата поручает ему эту работу, но составленный им умеренный и в то же время твёрдый адрес не приводит к желанной цели. Когда после взятия Бастилии 14 июля Собрание узнаёт о намерении короля посетить его и встречает это известие взрывом восторга, Мирабо восклицает: «Подождём, пока его величество подтвердит сам те хорошие намерения, которые ему приписывают. В Париже течёт кровь наших братьев; пусть глубокое молчание встретит монарха в эту горестную минуту. Молчание народов — урок королям!». 23 июля, после смуты в Париже, жертвами которой пали Фулон и Бертье, Мирабо выступает с горячим протестом против насилия, пятнающего свободу: «Общество скоро распалось бы, если бы толпа приучилась к крови и беспорядкам, приучилась ставить свою волю выше всего и бравировать законы». 25 июля он горячо протестует против вскрытия и прочтения писем: «Может ли народ, получивший свободу, заимствовать у тирании её обычаи и правила? Прилично ли ему нарушать нравственность после того, как он сам был столько времени жертвой лиц, её нарушавших?». Мнение его восторжествовало, несмотря на возражения Робеспьера.
В ночь на 4 августа Мирабо не присутствовал в заседании, но в самых симпатичных выражениях описал его в своей газете. 10 августа Мирабо говорил в пользу выкупа церковной десятины на том основании, что эта десятина является субсидией, с помощью которой уплачивается жалованье должностным лицам, преподающим нравственность народу. Когда слово «жалованье» вызвало ропот в собрании, он воскликнул: «Я знаю только три способа существования в современном обществе: надо быть или нищим, или вором, или получать жалованье».
Декларация прав человека и гражданина была сочинена Мирабо, но он протестовал против немедленного её обсуждения; он считал необходимым, чтобы Декларация прав составила первую главу конституции, и требовал, чтобы окончательная редакция её была отложена до того времени, когда остальные части конституции будут вполне выработаны, так как в противном случае предисловие может оказаться противоречащим содержанию книги. Но Национальное собрание состояло большей частью из людей, неопытных в практической политике и мечтавших об идеальной конституции. Требование Мирабо навлекло на него самые ожесточённые нападения: ему бросили в лицо упрёк, что он хочет заставить собрание принимать противоречивые решения. На это он ответил, что вся его прошлая жизнь, 30 томов, посвящённых защите свободы, служат достаточной для него защитой. Предложение об отсрочке было, однако, отвергнуто, и палата в течение почти двух месяцев обсуждала, в каких выражениях должна быть составлена декларация, между тем как анархия царила в стране, Париж волновался и голодал, а при дворе подготовлялась контрреволюция. Мирабо ясно видел опасность ниспровержения существующего строя раньше, чем созданы основы нового, и был убеждён в необходимости сохранения монархии, как единственного оплота против анархии. Когда поднят был вопрос о вето короля, Мирабо выступил защитником абсолютного вето, находя, что королевская власть и без того достаточно ослаблена. «Я считаю вето короля настолько необходимым, что согласился бы жить скорее в Константинополе, чем во Франции, если бы оно не существовало. Да, я заявляю открыто, что не знаю ничего ужаснее владычества 600 лиц, которые завтра могли бы объявить себя несменяемыми, послезавтра — наследственными и кончили бы присвоением себе неограниченной власти, наподобие аристократии всех других стран».
Ещё раньше, в июне, Мирабо, сознавая своё бессилие заставить собрание действовать так, как ему казалось необходимым для блага Франции, стал искать поддержки на стороне и через посредство Ла-Марка, близкого к королеве лица, старался вступить в сношения с двором, надеясь привлечь его на сторону преобразований и этим путём упрочить новые реформы и связать в одно все партии. Образ действий, который он предлагал двору, был вполне конституционный, как видно из мемуара, представленного им королю после событий 5 и 6 октября. Положение короля, говорил Мирабо, в столице небезопасно: он должен удалиться внутрь Франции, например в Руан, и оттуда, обратившись с воззванием к народу, созвать конвент. Когда этот конвент соберётся, король должен признать, что феодализм и абсолютизм исчезли навсегда и что между королём и нацией установились новые отношения, которые должны честно соблюдаться с обеих сторон. «Нация имеет права: они и должны быть не только восстановлены, но и упрочены». Вместе с мемуарами Мирабо представил план учреждения министерства, ответственного только перед собранием; в состав его должны были войти все наиболее выдающиеся деятели, в том числе Неккер, «чтобы сделать его настолько же бессильным, насколько он неспособен», и сам Мирабо без портфеля. Непреодолимым препятствием к осуществлению этого плана явилось решение Национального собрания (7 ноября 1789 года), запрещавшее его членам принимать звание министров — решение, против которого яростно протестовал Мирабо. Переговоры с двором тянулись без всяких видимых результатов.
Королева долго отказывалась вступить в сношения с Мирабо, что приводило последнего в величайшее негодование. Ла-Марк удалился в свои бельгийские поместья, но в апреле 1790 года он был внезапно вызван из Брюсселя, и переговоры возобновились; королева согласилась, наконец, принять услуги «чудовища», как она называла Мирабо, и с этого дня до смерти Мирабо продолжались деятельные сношения его с двором, доказательством чего служат 50 докладов, написанных им с июля 1790 по апрель 1791 года и заключающих в себе множество весьма ценных советов, замечаний и наблюдений. Для иллюстрации тех же отношений имеется целая переписка между Мирабо и Ла-Марком и между Мирабо и другими его тайными корреспондентами; письма эти опубликованы в 1851 году Бакуром, вместе с обстоятельным описанием этой интересной страницы из французской истории, составленным самим Ла-Марком. Взамен оказываемых Мирабо услуг, король обязывался уплатить долги Мирабо, простиравшиеся до 200 000 франков, давать ему в месяц по 6000 ливров и вручить Ла-Марку миллион, который должен был быть передан Мирабо по окончании сессии, если он верно будет служить интересам короля. Мирабо с совершенно спокойной совестью согласился на эту сделку, считая себя негласным министром, вполне заслуживающим плату за труды.
В дальнейшей своей деятельности он является вполне последовательным, не изменяя своим убеждениям и часто действуя вопреки желаниям короля и роялистов. Он поддерживал власть короля, оставаясь верным революции («Его не купили, — говорит Сен-Бёв, — a ему платили»). Если он при обсуждении вопроса о праве объявлять войну и заключать мир поддерживал королевскую прерогативу, то лишь в силу глубокого убеждения в невозможности существования исполнительной власти, лишённой всякого авторитета. Если он часто возражал против действий собрания, то лишь потому, что возмущался его теоретическими увлечениями и непониманием действительной жизни. Его приводило в негодование и многословие прений. Чтобы установить какие-нибудь правила в этом отношении, он попросил своего друга Ромильи составить подробный доклад о правилах и обычаях английского парламента и перевёл его на французский язык, но палата не приняла его к руководству.
Когда возник вопрос о суровых мерах по отношению к эмигрантам, Мирабо восстал против них, потому что находил, что наказание за выезд из королевства равносильно нарушению основных начал свободы. Он высказался против назначения комиссии, которая могла по своему произволу присуждать беглецов к гражданской смерти и конфисковать их имущество. «Я объявляю, — воскликнул Мирабо, — что буду считать себя свободным от всякой присяги в верности тем, кто будет иметь бесстыдство назначить диктаторскую комиссию. Популярность, которой я домогаюсь и которой имею честь пользоваться — не слабый тростник; я хочу вкоренить её глубоко в землю, на основаниях справедливости и свободы». В противоположность теоретикам, он находил, что солдат перестаёт быть гражданином, как только поступает в военную службу: первая его обязанность — повиноваться беспрекословно, не рассуждая. Он говорил в защиту ассигнаций, но под условием, чтобы их ценность не превышала половины ценности земель, пущенных в продажу. Он хотел во что бы то ни стало избежать банкротства, позорного для страны. Неутомимо работая в палате, заседая в клубах, Мирабо в то же время принимал участие и в ведении иностранных дел. Он находил, что французский народ может устраиваться как желает и что ни одна иностранная держава не имеет права вмешиваться в его внутренние дела; но он знал, что соседние монархии с беспокойством следят за успехами революции во Франции, что государи боятся влияния революционных идей и благосклонно внимают просьбам эмигрантов о помощи французскому королю. Как член дипломатического комитета, избранного палатой в 1790 году, и его докладчик, он старался избегать всяких поводов к вмешательству держав в дела Франции. С этою целью он поддерживал постоянные сношения с министром иностранных дел Монмореном, давал ему советы, руководил его политикой, защищал её перед собранием. Значение Мирабо в этом отношении доказывается беспорядком, водворившимся в иностранной политике после его смерти.

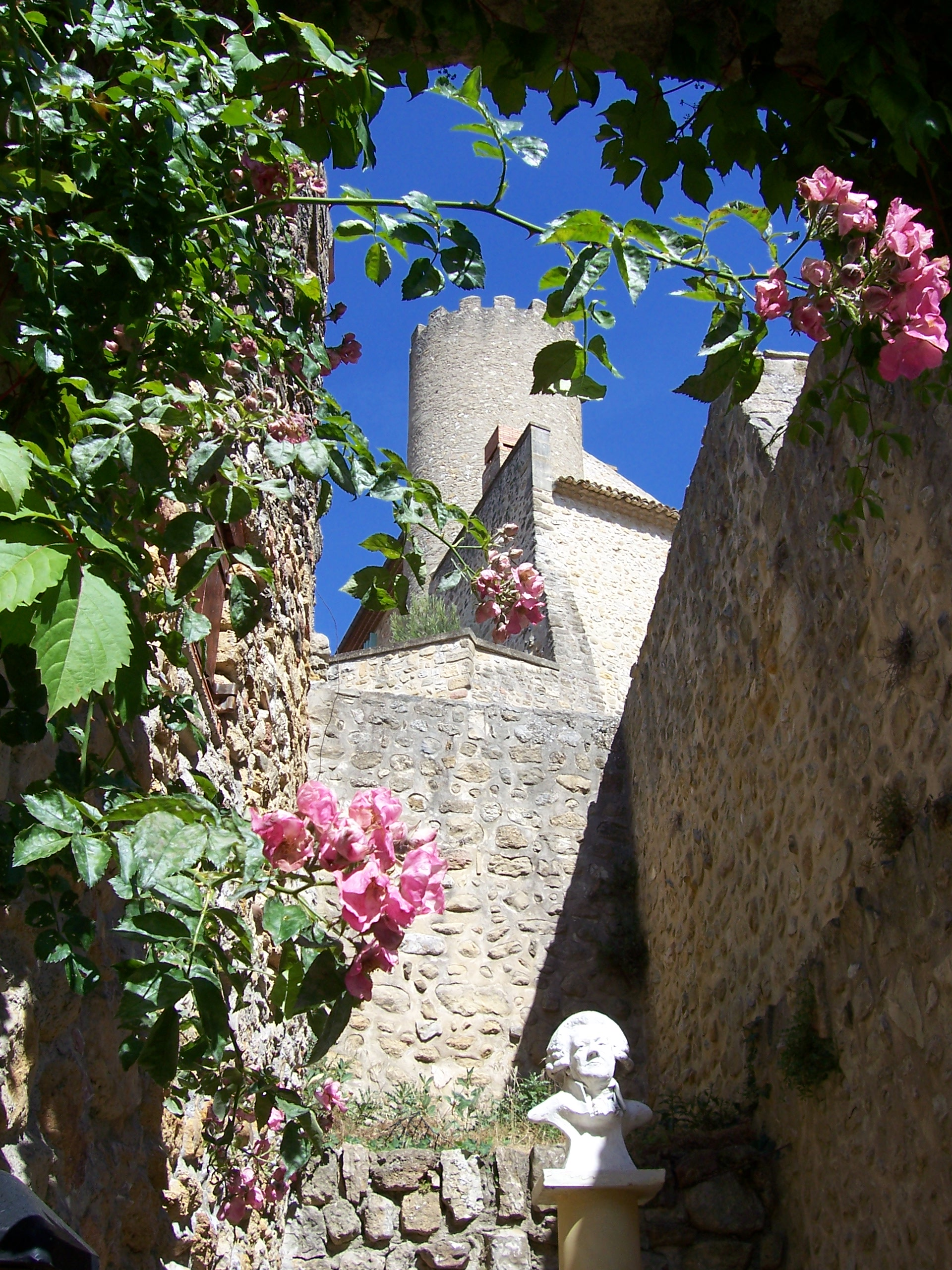
Бюст Оноре Мирабо, установленный в коммуне Мирабо Воклюз в 2006 году.

Между тем слухи о продажности Мирабо, о его «великой измене» проникли в палату, в народ; газеты обсуждали их на все лады. Положение Мирабо становилось день ото дня всё более и более невыносимым, и только внезапная смерть его, среди самого разгара деятельности, заставила замолкнуть его противников. Он работал неутомимо до конца, хотя болезнь его требовала абсолютного спокойствия. Ни сношения с двором, ни прения палаты, ни обширная переписка не могли удовлетворить его жажды деятельности: Мирабо был командиром батальона Национальной гвардии, членом администрации Сенского департамента и, наконец, председателем Национального собрания.
27 марта 1791 года он испытал первый тяжёлый приступ болезни; тем не менее 28-го он выступил с речью по вопросу о рудниках, защищая вместе с общественными интересами и частные интересы своего приятеля Ла-Марка. «Ваше дело выиграно, — говорил он ему после заседания, — а я мёртв». Через 6 дней Франция узнала о смерти своего трибуна. Весь Париж присутствовал на его похоронах; тело его было положено в Пантеон. Вначале предполагали совершить погребение под алтарём Отечества, воздвигнутом на поле Федерации, но затем решили, что героев свободы надо хоронить таким образом, чтобы почести были выражением культа свободного человечества; поэтому решили сопровождать тело Мирабо триумфальным шествием в церковь св. Женевьевы, которую посвятили памяти великих людей, сделав эту церковь их усыпальницей.
20 ноября 1792 года найдены были доказательства сношений Мирабо со двором и полученной им платы; вследствие этого останки его были изъяты из Пантеона и на место их положены останки Марата. Прах Мирабо был анонимно похоронен на кладбище Кламара. Несмотря на поиски, произведенные в 1889 году, они не были найдены..

## Публикации
Основные работы:
- Essai sur le despotisme (недоступная ссылка), 1776.
- Lettres originales de Mirabeau, écrites du donjon de Vincennes (недоступная ссылка), pendant les années 1777, 1778, 1779 et 1780, contenant tous les détails sur sa vie privée, ses malheurs et ses amours avec Sophie Ruffei, marquise de Monnier, recueillies par Pierre Louis Manuel
- L’œuvre érotique du comte de Mirabeau (недоступная ссылка), introduction, essai bibliographique et notes par Guillaume Apollinaire.
- Des lettres de cachet et des prisons d'État, 1780
- Lettres à M. Lecoulteux de la Noraye sur la Banque de Saint-Charles et la Caisse d’escompte, Paris 1785
- Sur les actions de la Compagnie des eaux, Paris 1785
- Le Rideau levé ou l’éducation de Laure, 1786
- Considérations sur l’ordre de Cincinnatus, ou Imitation d’un pamphlet anglo-américain (недоступная ссылка), suivies… d’une Lettre… du général Washington… et d’une Lettre de feu M. Turgot, … au Price sur les législations américaines, Londres, 1784
- Sur Moses Mendelssohn, sur la réforme politique des juifs et en particulier sur la Révolution tentée en leur faveur en 1753 dans la Grande-Bretagne (недоступная ссылка), Londres, 1787.
- Arlequin réformateur dans la cuisine des moines, ou Plan pour réprimer la gloutonnerie monacale (недоступная ссылка), 1789, Rome (pour Paris).
- Ma Conversion
- 1822 : Chefs-d'œuvre oratoires de Mirabeau, précédé d’une notice biographique — tome Premier / Ed. COLLIN DE PLANCY